# Tripleurospermum praecox
Tripleurospermum praecox là một loài thực vật có hoa trong họ Cúc. Loài này được (M.Bieb.) Bornm. miêu tả khoa học đầu tiên.